# Наружный затылочный выступ
Вблизи середины чешуйчатой части затылочной кости находится наружный затылочный выступ, высшая точка которого называется инионом. Инион является наиболее заметным выступом выступа, который расположен в задне-нижней (задней нижней) части черепа человека. К ней прикрепляются выйная связка и трапециевидная мышца .
Инион (ἰνίον, iníon, по-гречески затылочная кость) используется в качестве ориентира в системе 10-20 при записи электроэнцефалографии (ЭЭГ). Латерально от нее с обеих сторон отходит верхняя выйная линия, а над ней слабо выраженная самая высокая выйная линия.
Изучение анатолийских останков XVI века показало, что внешний затылочный выступ статистически имеет тенденцию быть менее выраженным у женских останков.

## Дополнительные изображения
|  |